# Puya nutans
Puya nutans är en gräsväxtart som beskrevs av Lyman Bradford Smith. Puya nutans ingår i släktet Puya och familjen Bromeliaceae. IUCN kategoriserar arten globalt som nära hotad.
Artens utbredningsområde är Ecuador. Inga underarter finns listade i Catalogue of Life.